# نه غزه نه لبنان جانم فدای ایران
«نه غزه نه لبنان جانم فدای ایران» یک شعار سیاسی از مخالفان حکومتی در راستای مخالفت با دخالت حاکمیت در امور دیگر کشورهای منطقه است. این شعار نخستین بار در راهپیمایی ۲۷ شهریور ۱۳۸۸، توسط مردم معترض به حاکمیت و معترضان به تقلب در انتخابات ریاست‌جمهوری، در روز قدس سر داده شد.
این شعار در اعتراضات ۱۳۹۶ ایران، اعتراضات ۱۳۹۷ ایران و اعتراضات ۱۳۹۸ ایران اعتراضات ۱۴۰۰ ایران و خیزش ۱۴۰۱ ایران نیز بازگو شد.
در راهپیمایی روز قدس، حامیان حکومتی در سال ۱۳۹۳ شعار «هم غزه هم لبنان جانم فدای اسلام» سر دادند.

## واکنش ها

### موافقان
- صادق زیباکلام، ضمن اعلام حمایت از این شعار می‌گوید:[۱۰]

بنده به عنوان یک ایرانی مسلمان نمی دانم که چرا باید از شعار نه غزه و نه لبنان اعلام برائت کنم. من فکر می کنم هنوز هم اول برای من اول ایران می آید، دوم ایران می آید و مهم است و سوم هم ایران می آید و آخر هم ایران می آید. همچنانکه برای فلسطینیان هم اول فلسطین در اولویت قرار دارد، دوم فلسطین است و سوم هم فلسطین است. برای لبنان هم چنین است. نه! برای بنده یعنی صادق زیباکلام، شعار «نه غزه و نه لبنان، جانم فدای ایران درست است» و برای من اول ایران می آید و مصالح و منافع جمهوری اسلامی ایران می آید.

### مخالفان
از زمانی که این شعار مطرح شد، همواره مورد انتقاد سید علی خامنه‌ای و وابستگان حکومت در رده‌ها و جناح‌های مختلف بوده و افرادی مانند احمد خاتمی، علی‌اکبر ولایتی، مصباح یزدی،حسین صفار هرندی،محمدباقر قالیباف، هادی خامنه‌ای، محمد عطریانفر و محسن قرائتی به آن واکنش نشان داده‌اند.
- سید علی خامنه‌ای، کسانی که این شعار را میدادند، فریب‌خوردگانی نامید که نه فقط جان‌شان را فدای ایران نکردند بلکه حتی راحتی و منافع خود را هم در راه کشور ندادند.[۱۱]
- سید احمد خاتمی، افرادی که در سال ۸۸ و در روز قدس شعار نه غزه نه لبنان دادند را جمعيت بريده از روز قدس نامید و عنوان کرد که اگر الان نيز شعارشان همين باشد، این جماعت، بريده از ملت هستند.[۹]
- غلامعلی حداد عادل، کسانی که در ميدان هفت تير به سال ۱۳۸۸، تابلوی نه غزه و لبنان در دست گرفتند را افرادی نامید که نه تنها دوريشان از مسلمانی را نشان دادند بلکه دور بودن خود از انسانيت را نيز اعلام کردند.[۹]
- سید ابوالحسن نواب، این شعار را یک شعار انحرافی و سرآغاز جریانی برای جدایی تشیع از جهان اسلام نامید.[۱۹]